# RETIA
RETIA, a.s. je česká akciová technologická společnost se sídlem v Pardubicích, která vyvíjí, vyrábí a modernizuje radary, protiletadlové raketové prostředky, systémy velení a řízení, záznamové systémy, UWB lokalizační zařízení a komunikační systémy. Tato zařízení dodává Armádě České republiky i armádám NATO a dalším vojenským i civilním zákazníkům v Česku i ve více než 40 zemích světa. Více než dvě třetiny tržeb společnost získává díky exportu svých produktů a služeb.

## Historie
Společnost vznikla v roce 1993. Vybudoval ji tým inženýrů a spolupracovníků z bývalého pardubického podniku Tesla s podíly 6,5 až 12 procent. Zakladatelé – vlastníci pak více než dvě desetiletí působili i na manažerských postech společnosti. V roce 1995 se začala psát historie vývoje jednoho z pilířů dnešního portfolia Retie – záznamového a analytického systému ReDat. V roce 1995 společnost také vyrobila první systém tohoto typu pro vojenské uživatele. Postupně se dočkal rozšíření a platforma našla uplatnění hlavně v civilní a komerční sféře.
Jedním z prvních velkých projektů společnosti pro českou armádu byl mobilní automatizovaný systém velení a řízení pozemní protivzdušné obrany RACCOS. Ideový záměr vznikl už v roce 1998, v roce 2001 byl dokončen prototyp elektronické části systému. V roce 2004 Ministerstvo obrany České republiky společnosti zadalo zakázku na dodávku kompletů systému RACCOS do dvou let. Systém RACCOS česká armáda využívá dodnes a plánuje jeho modernizaci.
Dalším velkým projektem pro armádu byla modernizace protiletadlových raketových kompletů 2K12 Kub původně sovětské výroby. Po několika letech prototypových zkoušek v roce 2006 Ministerstvo obrany podepsalo se společností smlouvu, na jejímž základě pardubický podnik provedl kompletní zástavbu moderního digitálního elektronického vybavení pro radarové prvky SURN protiletadlových systémů 2K12 Kub i pro pracoviště obsluh odpalovacích zařízení. Celý projekt dostal označení SURN CZ, a díky němu mohla česká armáda modernizované protiletadlové komplety 2K12 Kub v dalších letech používat v souladu s evropskou kmitočtovou tabulkou a dostupností náhradních dílů. V roce 2011 společnost společně s korporací MBDA představila na veletrhu IDET modernizovanou podobu odpalovacího prvku protiletadlového systému 2K12 Kub se střelami Aspide 2000, který se však do výzbroje české armády nedostal.
V roce 2014 Retia české armádě dodala první soupravu radaru ReVISOR. ReVISOR představuje základní prostředek radarového průzkumu vzdušného prostoru a je určen pro systémy protivzdušné obrany velmi krátkého dosahu VSHORAD (Very Short Range Air Defence) nebo krátkého dosahu SHORAD (Short Range Air Defence). Začlenění radaru do výzbroje české armády předcházelo několikaměsíční testování. Zatím poslední, šestý kus radaru ReVISOR armáda převzala v roce 2017.
V roce 2016 společnost splnila dodávky pro program NATO s názvem Alliance Ground Surveillance (AGS). Retia dodala pro systém AGS speciální mobilní elektronická pracoviště pro operátory vyhodnocující data z bezpilotních letounů zapojených do systému AGS. AGS patří k nejvýznamnějším projektům NATO, který spadá do kategorie tzv. chytré obrany. Systém je hlavním pilířem pro ochranu aliančních vojáků na bojišti, poskytuje velitelství i vojákům v akci nepřetržitý proud informací, dat a radarových i satelitních snímků zájmových oblastí či bojiště v reálném čase. Na projektu za 1,3 miliardy EUR na základě memoranda o porozumění z roku 2009 spolupracují specializované společnosti obranného průmyslu ze 14 států NATO.
V roce 2016 vlastníci společnosti prodali 100 procent svých podílů holdingu Czechoslovak Group (CSG). Důvodem jejich rozhodnutí bylo zajistit dlouhodobou vlastnickou stabilitu podniku vzhledem k postupujícímu věku zakladatelů. Po změně vlastnické struktury orgány společnosti i management pokračovaly ve své činnosti a Retia nadále ve spojení s CSG rozvíjí své výrobní portfolio. Ke konci roku 2018 vznikla v rámci holdingu Czechoslovak Group nová divize CSG Aerospace, která zastřešuje několik českých a slovenských společností působících v oboru leteckého průmyslu, včetně pardubické Retie.
V roce 2019 společnost představila radar ReGUARD, první v Česku vyvinutý třídimenzionální radar pulsně-dopplerovského typu. Českou premiéru měl na veletrhu IDET 2019. Na konci roku 2019 Ministerstvo obrany České republiky podepsalo smlouvu na dodávku radarů protivzdušné obrany Elta EL/M-2084 kategorie MADR (Mobile Air Defence Radar) s izraelskou společností Elta Systems. Zároveň došlo k podpisu smlouvy o průmyslové spolupráci na programu radarů MADR pro českou armádu mezi Eltou Systems a pardubickou Retií. Ta se tak stala hlavním a strategickým lokálním partnerem izraelské strany rámci projektu, součástí spolupráce je i přenos know-how a linky na výrobu anténních modulů do Retie.

## Současnost: výrobní portfolio, projekty, zakázky
Retia vyvíjí, vyrábí a integruje radarové systémy pro komplexy pozemní protivzdušné obrany, ale také pokročilé elektronické systémy do vozidel nebo sofistikované záznamové a vyhodnocovací systémy pro vojenské i civilní použití. V roce 2020 podnik zaměstnával kolem 240 lidí, většina zaměstnanců jsou vysokoškolsky vzdělaní specialisté.
Projekty firmy Retia, její výrobky a současné působení:
3D Radar ReGUARD
ReGUARD je první český třídimenzionální radar pulsně-dopplerovského typu. Primárně je určen pro detekci a současné sledování pozemních cílů a pomalých nízkoletících objektů s malou odraznou plochou. Je tedy vhodný i pro detekci dronů. ReGUARD tak nachází uplatnění v oblasti ochrany proti dronům jak u ozbrojených složek, tak například v systémech civilního řízení letového provozu, při ochraně letišť, hranic nebo důležitých infrastrukturních komplexů např. jaderných elektráren nebo chemických závodů.
Specifickou vlastností radaru ReGUARD je, že zájmový prostor prohledává pomocí elektronického vychylování radarových svazků i mechanického otáčení radarové hlavy. Koncepce radaru ReGUARD je postavena výhradně na polovodičové technologii. ReGUARD lze používat buď jako samostatné čidlo, nebo jej lze zapojit jako integrální součást vyššího systému. Radar vyhodnocuje informace o cílech pomocí pokročilého zpracování signálů i dat. Radar rovněž disponuje zabudovaným automatizovaným systémem vlastní diagnostiky. Součástí radaru ReGUARD je i pracoviště pro obsluhu a diagnostiku zařízení, které lze podle charakteru aplikace umístit do vzdálených prostor od pozice radarového senzoru.
Speciální vozidla Pandur II CZ a TITUS pro AČR
V letech 2019 a 2020 několik českých společností dodalo Armádě České republiky (AČR) celkem 6 kusů vozidel KOVVŠ Pandur II CZ (kolové obrněné vozidlo velitelsko-štábní) včetně 6 pracovišť štábu a 14 KOVS Pandur II CZ (kolové obrněné vozidlo spojovací). Výrobu vozidel a jejich kompletaci zajišťoval podnik Tatra Defence Vehicle. Pardubická Retia se na projektu podílela jako hlavní designér, dodavatel a integrátor elektronického a komunikačního vybavení vozidel. Retia měla na starosti i zajištění požadované funkcionality systémů s ohledem na předepsané normy a standardy české armády a NATO.
V první polovině roku 2019 Ministerstvo obrany ČR podepsalo smlouvu na dodávku 62 kusů speciálních verzí vozidel TITUS (Tactical Infantry Transport & Utility System) na podvozku Tatra. I na tomto důležitém modernizačním projektu AČR v hodnotě přibližně 6 miliard korun se Retie významně podílí. Jako designér, dodavatel a integrátor elektronických a komunikačních systémů vozidel zajišťuje vývoj a dodávky elektronického a komunikačního vybavení i jeho zástavbu do vozidel v obdobném modelu jako u strojů Pandur II CZ. V rámci projektu AČR získá 6 kusů KOVVŠ (kolové obrněné vozidlo velitelsko-štábní) společně se šesti pracovišti štábu, 36 kusů vozidel KOVS (kolové obrněné vozidlo spojovací) a 20 kusů vozidel verze MKPP (místo koordinace palebné podpory).
Mobilní 3D radar pro protivzdušnou obranu – spolupráce s Elta Systems
Hodnota smlouvy mezi izraelskou Elta Systems a Retii z prosince 2019, uzavřené v souvislosti s dodávkami radarů Elta EL/M-2084 pro AČR, se pohybuje v řádu stovek miliónů korun. V rámci spolupráce Elta Systems do Česka přenese potřebné technologie a know-how. To zahrnuje i výstavbu výrobní linky anténních modulů pro radary na bázi pokročilé galium-nitridové technologie v pardubickém podniku. Linka bude sloužit nejen k výrobě komponentů radarů, ale také k jejich udržování v provozuschopném stavu po dobu až desítek let plánované životnosti. Retia se bude podílet i na integraci radarů do PVO České republiky a na napojení do systémů NATO, na certifikaci radarů, tvorbě technické dokumentace nebo výcviku obsluhy z řad příslušníků české armády. Retia také bude integrovat do systémů radarů komponenty dalších výrobců, jako jsou například podvozky Tatra v konfiguraci 8x8.
Protivzdušná obrana
Pro potřeby AČR Retia vyvinula mobilní automatizovaný systém velení a řízení pozemní protivzdušné obrany RACCOS, kterému i nadále poskytuje servisní služby. Armáda také objednala v roce 2020 jeho modernizaci, při které se neobejde bez spolupráce s pardubickým podnikem. RACCOS je univerzální, otevřený a modulární systém, jenž zprostředkovává a předává v reálném čase informace o vzdušné situaci a povely pro řízení bojové činnosti prostředků protivzdušné obrany. Umožňuje v rámci protivzdušné obrany České republiky i prostředí NATO systémově propojit různá velitelská a řídící pracoviště, radarová zařízení i protiletadlové raketové systémy. Budou do něj zapojeny i nové radary Elta EL/M-2084, stejně jako nově objednané protiletadlové systémy RBS 70NG a plánovaná náhrada raketových systémů 2K12 Kub.
Retia pro potřeby protivzdušné obrany České republiky armádě v letech 2014 až 2017 dodala i šest dvoudimenzionálních radarových čidel ReVISOR instalovaných na malých jednonápravových přívěsech. AČR v souvislosti s pořizováním nových raketových systémů krátkého dosahu plánuje nákup dalších kusů. Radar je schopen detekovat a identifikovat vzdušné cíle i předávat o nich informace v reálném čase nadřazeným velitelským stanovištím či přímo bateriím protiletadlových raketových prostředků. V české armádě se využívá především v sestavě s protiletadlovými raketovými systémy RBS 70, v budoucnu i novými RBS 70NG, jež jsou určeny k ochraně bojových jednotek či důležitých bodových cílů. ReVISOR je plně interoperabilní systém s prostředky NATO a byl nasazen při mnoha mezinárodních cvičeních.
Vedle radarů ReVISOR dodala Retia pro protiletadlové systémy RBS 70 české armádě i terminály palebného prvku ReWET, aparatury pozorovatele vzdušného prostoru ReTOB a vyhodnocovací systém ReTRACK. Jde o mobilní řídící modul velitele družstva protiletadlového raketového kompletu. Představuje základní propojovací prvek kompletu s nadřízeným systémem velení a řízení palby. Na podzim roku 2019 byly úspěšně završeny vojskové zkoušky nového terminálu ReWET NG pro AČR včetně jejich integrace do automatizovaného systému velení a řízení palby RACCOS. ReWET NG armáda pořizuje v souvislosti s nákupem nových raketových kompletů RBS 70NG.
Záznamový systém ReDat
Hlavním pilířem civilní produkce Retie je záznamový a analytický systém ReDat. ReDat je sofistikovaný systém pro záznam hlasu, obrazu a dalších relevantních dat, která jsou automaticky analyzována. Nachází své využití především v oblasti řízení letového provozu, v kontaktních centrech, dispečincích nebo u správy železničních dopravních cest.
S ReDatem je možné se setkat i při komunikaci se složkami integrovaného záchranného systému, používá se u Hasičského záchranného sboru ČR, u Policie České republiky, ale i u městských policií a záchranných služeb v některých českých městech. K dispozici jej mají také mnohá kontaktní centra bank, operátorů či různých institucí (O2, Vodafone, T-Mobile, ČEZ, Innogy, Home Credit atd.). Retia tento systém dodává do mnoha zemí několika kontinentů. Jen v oblasti řízení letového provozu má zákazníky v zemích EU, ale i v Africe či Asii. V Indii například systémy ReDat pomáhají s provozem na 41 letištích.
ReTWis – radarový detektor osob za překážkami
Dalším produktem Retie je malý přenosný radar ReTWis, který je schopen detekovat osoby za pevnými překážkami. Vývoj a vylepšování konceptu radaru probíhá od roku 2005, v roce 2020 výrobce nabízí už pátou generaci pojmenovanou ReTWis 5. Ten dokáže detekovat a sledovat živé osoby ale i zvířata, která se nacházejí za zdí nebo za jinou nekovovou překážkou, i na základě pouhého dýchání. Využívá k tomu ultraširokopásmovou (UWB) radiolokační technologii, která je specifická vysokou rozlišovací schopností, radar díky ní dokáže zachytit i velmi malé pohyby. Jde o speciální technologii, kterou nabízí jen několik světových firem. Radar je určen především pro bezpečnostní složky, jako jsou např. policejní síly, pohraniční stráž nebo soukromé bezpečnostní agentury. V roce 2019 Retia získala pro ReTWis certifikaci i v USA.